# Ameridion atlixco
Ameridion atlixco là một loài nhện trong họ Theridiidae.
Loài này thuộc chi Ameridion. Ameridion atlixco được Herbert Walter Levi miêu tả năm 1959.